# Tô Ngọc Vân
Tô Ngọc Vân (15 tháng 12 năm 1906 - 17 tháng 6 năm 1954) là một họa sĩ Việt Nam nổi tiếng, tác giả của một số bức tranh tiêu biểu cho nền mỹ thuật Việt Nam hiện đại. Ông còn có một số bút danh như Tô Tử, Ái Mỹ, TNV. Tô Ngọc Vân là một trong nhóm tứ kiệt của nền hội họa Việt Nam (Trí, Vân, Lân, Cẩn).

## Cuộc đời và sự nghiệp

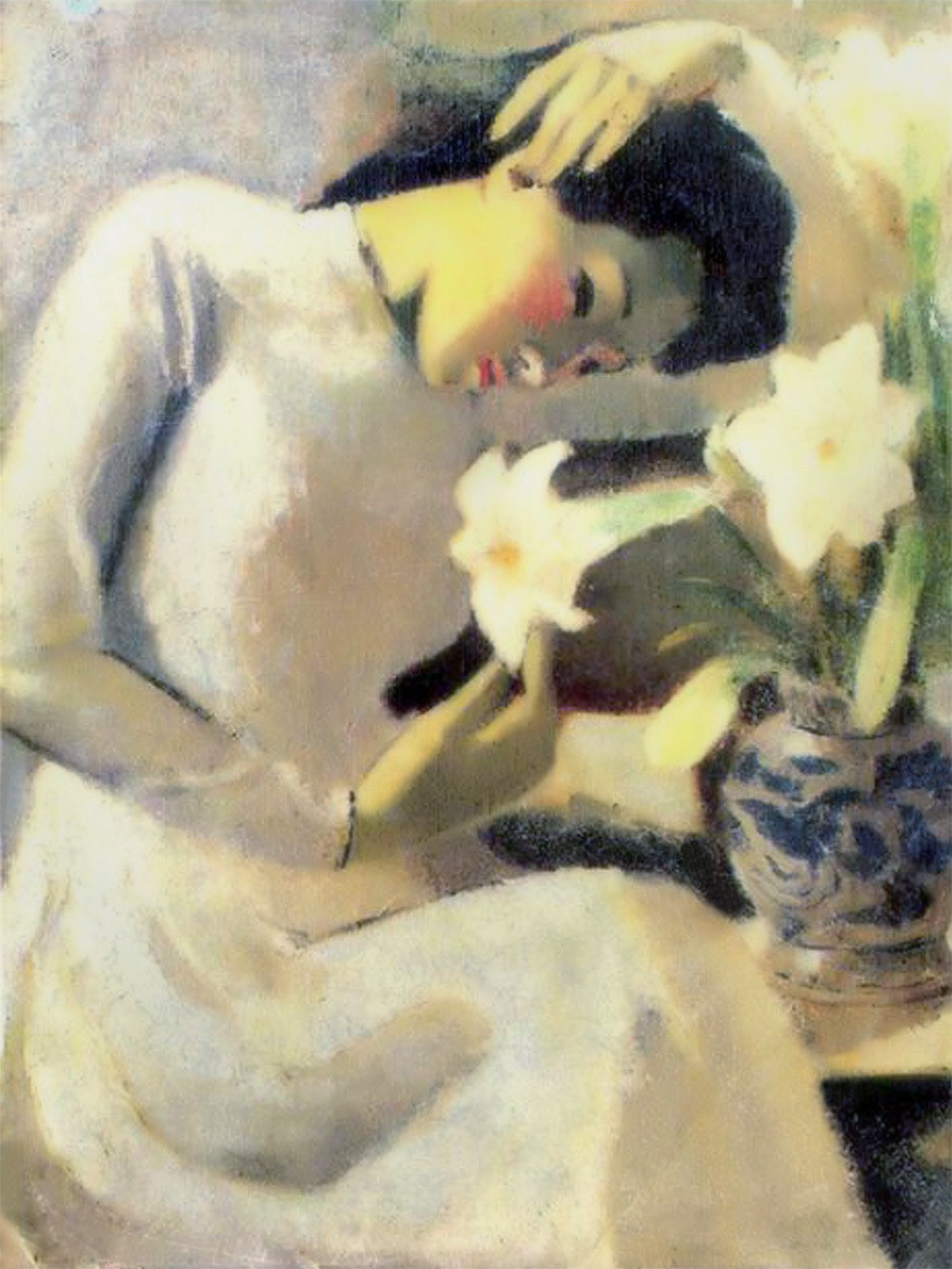
Bức Thiếu nữ bên hoa huệ (1943)

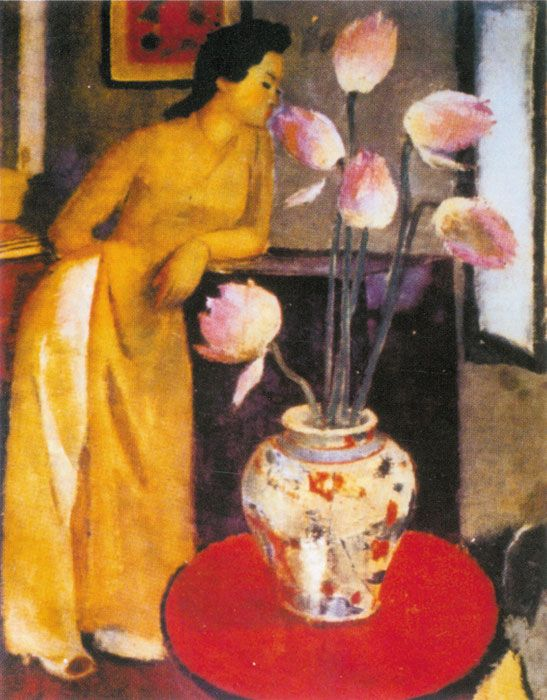
Thiếu nữ bên hoa sen (1944)

Tô Ngọc Vân sinh ngày 15 tháng 12 năm 1906 (một vài tài liệu ghi là 1908) tại Hà Nội. Nguyên quán của ông là làng Xuân Cầu, xã Nghĩa Trụ, huyện Văn Giang, tỉnh Hưng Yên, nhưng ông sinh ra và lớn lên tại Hà Nội. 
Thân sinh của họa sĩ Tô Ngọc Vân là một nhà nho nghèo, tên khai sinh là Tô Văn Phú. Sau khi rời quê, đã lên Hà Nội kiếm sống bằng nghề làm thư ký và sửa morasse cho một số tòa báo ở Hà Nội. Mẫu thân là cụ Nguyễn Thị Nhớn người làng Xuân Quan (Văn Giang, Hưng Yên), làm nghề buôn bán nhỏ tại Hà Nội. Khi đó, bà nội của ông thường hầu đồng tại đền Dâu (Hàng Quạt) nên ông thường sống tại đây. Trong đền có rất nhiều tượng với hình dáng màu sắc khiến ông thích thú. Ngoài ra, các lễ nghi sinh hoạt của những buổi chầu cũng tạo nên rất nhiều ấn tượng về hình họa. Vì thế, ông thường vẽ lại hình các tượng ra sân. Có lẽ, niềm yêu thích hội họa của họa sĩ Tô Ngọc Vân đã nhen nhóm tại đây. Sau ông được người bác ruột, lấy chồng Pháp nhưng không có con, đưa về nuôi dưỡng và cho đi học. 
Xuất thân là một cậu bé con nhà nghèo, nên đến quá tuổi, ông mới được đi học. Khi đang học trung học năm thứ 3 trường Trung học Bảo hộ (hay còn gọi là trường Bưởi, nay là trường trung học phổ thông Chu Văn An), ông bỏ học để đi theo con đường nghệ thuật. Năm 1926, ông thi đỗ vào trường Cao đẳng Mỹ thuật Đông Dương (nay là Trường Đại học Mỹ thuật Việt Nam) cùng khóa với họa sĩ Thang Trần Phềnh. Họa sĩ Tô Ngọc Vân thuộc thế hệ đầu tiên của trường, tốt nghiệp khóa 2 năm 1931. Sau khi ra trường, Tô Ngọc Vân đã có tác phẩm xuất sắc, được giải thưởng cao ở Pháp. Ông đi vẽ nhiều nơi ở Phnôm Pênh, Băng Cốc, Huế... Ông cũng là một người viết về mỹ thuật, phê bình nghệ thuật trên báo chí. Ông hợp tác với các báo Phong Hóa và Ngày Nay của Nhất Linh, báo Thanh Nghị.
Vợ ông là bà Nguyễn Thị Hoàn (1912), là con gái thứ của cụ Ký Nguyễn Văn Toản (thư ký tòa soạn báo Trung Bắc Tân Văn của học giả Nguyễn Văn Vĩnh). Quê gốc của bà ở làng Cự Khối, Gia Lâm nhưng bà ra đời và sinh sống trưởng thành cùng gia đình tại số 95, Hàng Chiếu, Hà Nội. Thủa nhỏ, bà học ở Ecole Brieux (nay là trường Thanh Quan - Hàng Cót). Khi bà mới vào học trường Ecole Normale Superieure thì bỏ dở và lấy chồng. Ông bà có 5 người con.    
Trong đó nổi tiếng nhất là người con cả: Giáo sư - Tiến sĩ khoa học Tô Ngọc Thanh.    
Con thứ hai là Phó tiến sĩ (Luyện kim mầu tại Liên Xô) Tô Ngọc Thái, một chuyên gia hàng đầu về bauxit của Việt Nam, công tác tại Bộ Luyện kim (cũ). Phó Tiến sĩ Tô Ngọc Thái có thời gian dài tham gia nhóm cán bộ của Việt Nam công tác tại Hội đồng Tương trợ Kinh tế (gọi tắt là khối SEV).   
Họa sĩ Tô Ngọc Thành là con trai thứ ba, tu nghiệp tại Praha (Cộng hòa Séc) từ 1967-1975 về hoạt hình. Họa sĩ Tô Ngọc Thành công tác tại Xưởng phim hoạt hình Việt Nam, đã tham gia làm nhiều phim hoạt hình, trong đó có phim Ông trạng thả diều đạt giải Bông sen vàng.   
Người con gái duy nhất của ông bà là Tiến sĩ - Kiến trúc sư Tô Thị Toàn. Tiến sĩ Tô Thị Toàn tốt nghiệp khóa KT64 trường Đại học Kiến trúc Hà Nội. Bà ra công tác và về sau được tín nhiệm làm Viện trưởng Viện thiết kế Kiến trúc Hà Nội. Sau khi rời cơ quan này, bà được chuyển lên làm Phó ban và cuối cùng làm Trưởng ban Quản lý phố cổ Hà Nội. Bà vinh dự được tín nhiệm 2 lần trúng cử Đại biểu Quốc hội khóa X và XI.    
Kiến trúc sư Tô Ngọc Thạch (con trai út) tốt nghiệp loại giỏi của trường Đại học Kiến trúc La Habana (Cuba). Ông về nước năm 1974, tham gia làm nhiều dự án xây dựng do Cuba tài trợ. Sau đó, với vốn kiến thức ngoại ngữ phong phú của mình, ông được chuyển sang làm công tác ngoại giao đảng cho ban Đối ngoại Trung ương Đảng. Ông rời nhiệm sở từ vị trí Vụ Trưởng Vụ Quan hệ Nhân dân.   
Họa sĩ Tô Ngọc Vân có người em duy nhất là bà Tô Thị Vượng. Bà Vượng lấy chồng người làng Kiêu Kỵ nên phần lớn cuộc đời bà sinh sống tại đây cho đến khi mất, trừ một quãng thời gian trước 1954 theo chồng lên sống tại Bắc Giang.   
Từ 1935 đến 1939, họa sĩ Tô Ngọc Vân dạy học ở trường trung học Phnôm Pênh. Sau đó ông về dạy ở Cao đẳng Mỹ thuật Đông Dương tới 1945. Thời gian đó ông vừa giảng dạy vừa vẽ linh tinh vào vở của mình. Sau cách mạng Tháng Tám, Tô Ngọc Vân tham gia kháng chiến chống Pháp. Năm 1950 ông phụ trách Trường Mỹ thuật Việt Bắc. Thời gian này ông đã vẽ rất nhiều ký họa.

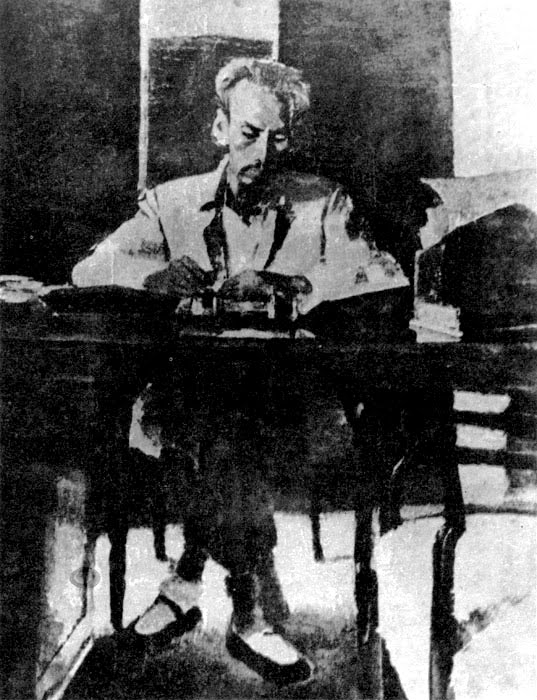
Hồ Chủ tịch làm việc tại Bắc Bộ Phủ (1946)

Tô Ngọc Vân được đánh giá là người có công đầu tiên trong việc sử dụng chất liệu sơn dầu ở Việt Nam. Ông còn được xem là một trong những họa sĩ lớn của hội họa Việt Nam, nằm trong "bộ tứ" nhất Trí, nhì Vân, tam Lân, tứ Cẩn (Nguyễn Gia Trí, Tô Ngọc Vân, Nguyễn Tường Lân, Trần Văn Cẩn). Ngay từ những năm học trong trường Mỹ thuật, ông đã sớm nghiên cứu kỹ lưỡng kỹ thuật sử dụng chất liệu sơn dầu. Ông đã viết những dòng tự sự ...ngay từ lúc đi học đã mơ xây dựng một nền hội họa Việt Nam có tính chất dân tộc, phản ứng lại sự lan tràn của hội họa Pháp sang ta và để giành một địa vị mỹ thuật trọng yếu cho dân tộc trên thế giới.... Thông qua kỹ thuật, ông đã cố gắng diễn tả được vẻ đẹp của duyên dáng người Việt Nam đương thời mà tiêu biểu là chân dung thiếu nữ.
Tô Ngọc Vân cũng là một trong số rất ít họa sĩ Việt Nam đã sớm vẽ tem ngay từ thời Pháp thuộc (Postes Indochine). Mẫu tem Apsara được ông thiết kế từ nguồn tư liệu của những chuyến đi vẽ, sáng tác ở khu đền Angkor Wat, Angkor Thom của Campuchia. Hình tượng chính của con tem là tiên nữ Apsara, một trong hàng ngàn tượng vũ nữ điêu khắc nổi trên những vách đền đài của nền văn hoá cổ Khmer. Tem Apsara của họa sĩ Tô Ngọc Vân là mẫu tem thứ 23 của Bưu điện Đông Dương kể từ khi Pháp phát hành tem thư ở Việt Nam. Và cũng là tem duy nhất ông góp vào nền nghệ thuật tem thư ở Việt Nam.
Họa sĩ Tô Ngọc Vân hy sinh ngày 17 tháng 6 năm 1954 tại Km 41, Ba Khe, bên kia Đèo Lũng Lô, do máy bay địch Pháp phát hiện và bắn chết, sát chiến trường Điện Biên Phủ. Ông được truy tặng danh hiệu Liệt sỹ và phần mộ hiện an táng tại Nghĩa trang Mai Dịch.

## Tác phẩm tiêu biểu
Trước 1945
- Thiếu nữ bên hoa sen (1944)
- Thiếu nữ bên hoa huệ (1943)
- Hai thiếu nữ và em bé (1944)

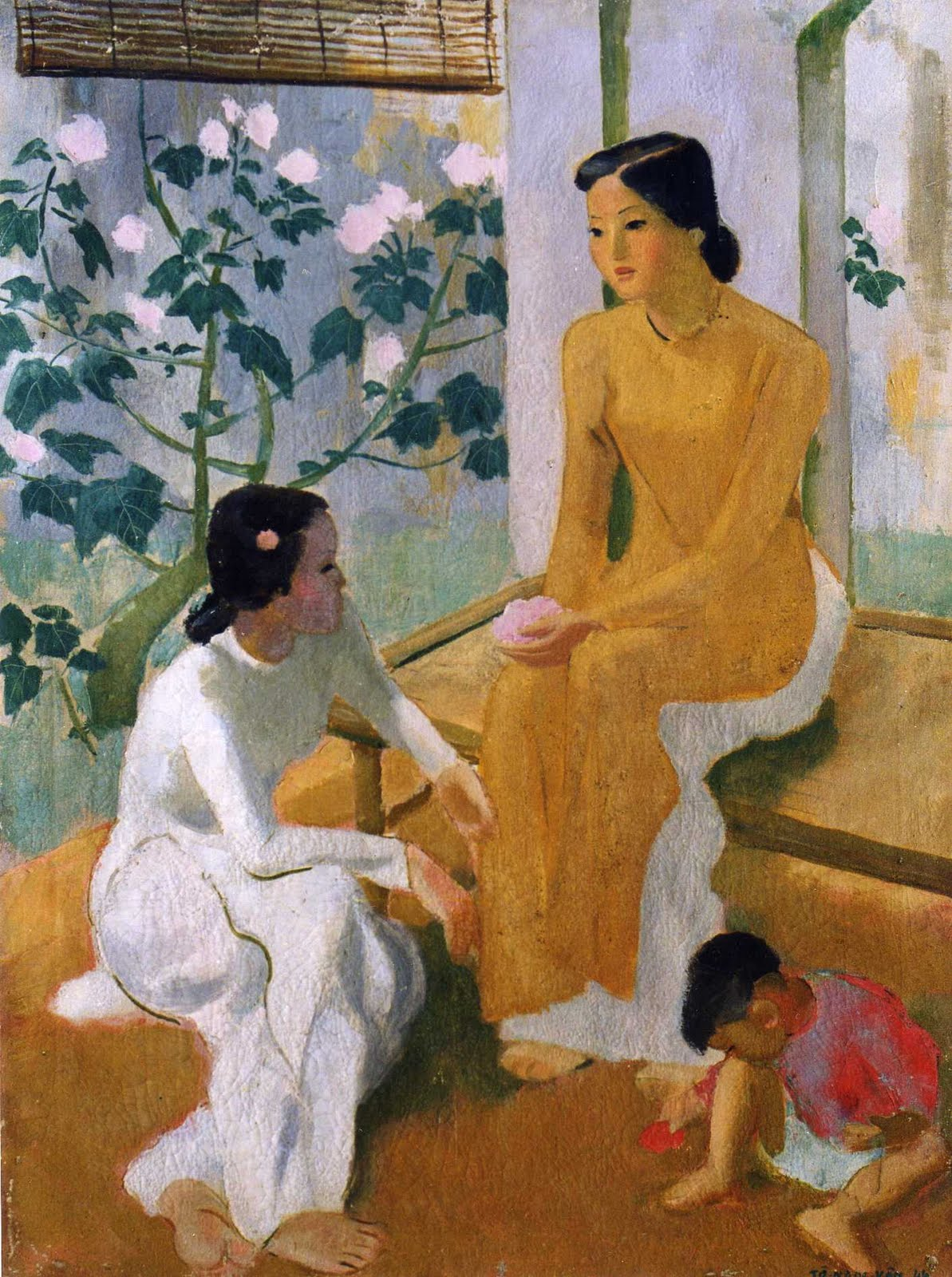
Hai thiếu nữ và em bé, sơn dầu, 101 x 78,4 cm, 1944. Tác phẩm được xếp hạng bảo vật quốc gia số 35

- Thiếu phụ ngồi bên tranh tam đa (1942)
- Buổi trưa (1936)
- Bên hoa (1942)

Đều là tranh sơn dầu.
Sau 1945
- Hồ Chủ tịch làm việc tại Bắc Bộ phủ (1946 - sơn dầu)
- Nghỉ đêm bên đồi (sơn mài - 1948)
- Con trâu quả thực (ký hoạ màu nước - 1954)
- Hai chiến sĩ (màu nước - 1949)
- Nghỉ chân bên đồi (1948)

Và hàng trăm ký họa kháng chiến.

## Tôn vinh
- Giải nhất Triển lãm Mĩ thuật Toàn quốc 11/1954 tại Hà Nội
- Huân chương Độc lập hạng Nhất
- Huân chương Kháng chiến hạng Nhì
- Huy chương Vì sự nghiệp Văn học Nghệ thuật Việt Nam
- Huy chương Vì sự nghiệp Mĩ thuật Việt Nam
- Thư khen của Bác Hồ (1952) và chiếc áo Bác Hồ tặng (1954)[4]

Ông được truy tặng Giải thưởng Hồ Chí Minh đợt I về văn học nghệ thuật (1996). Tên ông được đặt cho nhiều con đường tại một số thành phố và thị xã ở Việt Nam như thủ đô Hà Nội, thành phố Hồ Chí Minh, Thủ Đức, Đà Nẵng, Hưng Yên, Hải Dương, Yên Bái, Đà Lạt, Vũng Tàu ... và đặt cho một miệng núi lửa trên Sao Thủy.
Tại Hà Nội, tên ông được đặt cho con phố nhỏ phía Đông Bắc Hô Tây, đường Xuân Diệu vào làng Quảng Bá, tới ngã ba hồ bơi Quảng Bá, ngoặt bên trái đi tới cổng nhà nghỉ Công ty Khách sạn và Du lịch công đoàn Hà Nội.